# Luisa Sanfelice (miniserie televisiva 1966)
Luisa Sanfelice è uno sceneggiato televisivo prodotto dalla Rai nel 1966 e trasmesso in sette puntate in prima serata della domenica sera sull'allora Programma Nazionale. Andò in onda fra il 15 maggio e il 26 giugno di quell'anno.

## Storia
Riguardo a questo lavoro, l'Enciclopedia della televisione sottolinea l'ingente sforzo produttivo che fu alla base della sua realizzazione, con l'impiego di centocinquanta attori, oltre a centinaia di comparse, tutti impegnati in quattro mesi di lavorazione.
Il risultato è aderente alla vicenda storica ambientata durante la rivoluzione napoletana del 1799 che vede la giovane nobildonna Luisa Sanfelice - una delle prime eroine pre-risorgimentali - perdutamente innamorata di un giacobino.
La vicenda era stata già raccontata da Alexandre Dumas padre nel suo romanzo La Sanfelice.
Il soggetto, derivato dal romanzo di Dumas, era di Ugo Pirro e Vincenzo Talarico, autori anche della sceneggiatura assieme al regista televisivo Leonardo Cortese.
Le scenografie erano di Pino Valenti, con aiuto scenografo Giuliano Tullio, e i costumi di Giulia Mafai.

## Cast
Gli interpreti principali dello sceneggiato erano Lydia Alfonsi e Giulio Bosetti, impegnati nei ruoli di Luisa Sanfelice e Ferdinando Ferri, i medesimi ruoli ricoperti nel film omonimo del 1942, diretto da Leo Menardi, da Laura Solari e Massimo Serato (gli stessi ruoli saranno ricoperti nel 2004 nella miniserie televisiva-remake Luisa Sanfelice da Laetitia Casta e Adriano Giannini).
Altri interpreti:
- Mila Vannucci
- Stefano Satta Flores
- Elisa Cegani
- Guido Alberti
- Carlo D'Angelo
- Vittorio Sanipoli
- Enzo Turco
- Antonella Della Porta
- Antonio Casagrande
- Aldo Rendine
- Elsa Ghiberti
- Aldo Bufi Landi
- Benito Artesi
- Giovanni Attanasio
- Ennio Balbo
- Wanda Capodaglio
- Giacomo Furia
- Loris Gizzi
- Germano Longo
- Vittorio Mezzogiorno
- Silvano Tranquilli
- Lino Troisi
- Armando Cavaliere